# Rossioglossum grande
Rossioglossum grande là một loài thực vật có hoa trong họ Lan. Loài này được (Lindl.) Garay & G.C.Kenn. miêu tả khoa học đầu tiên năm 1976.

## Hình ảnh

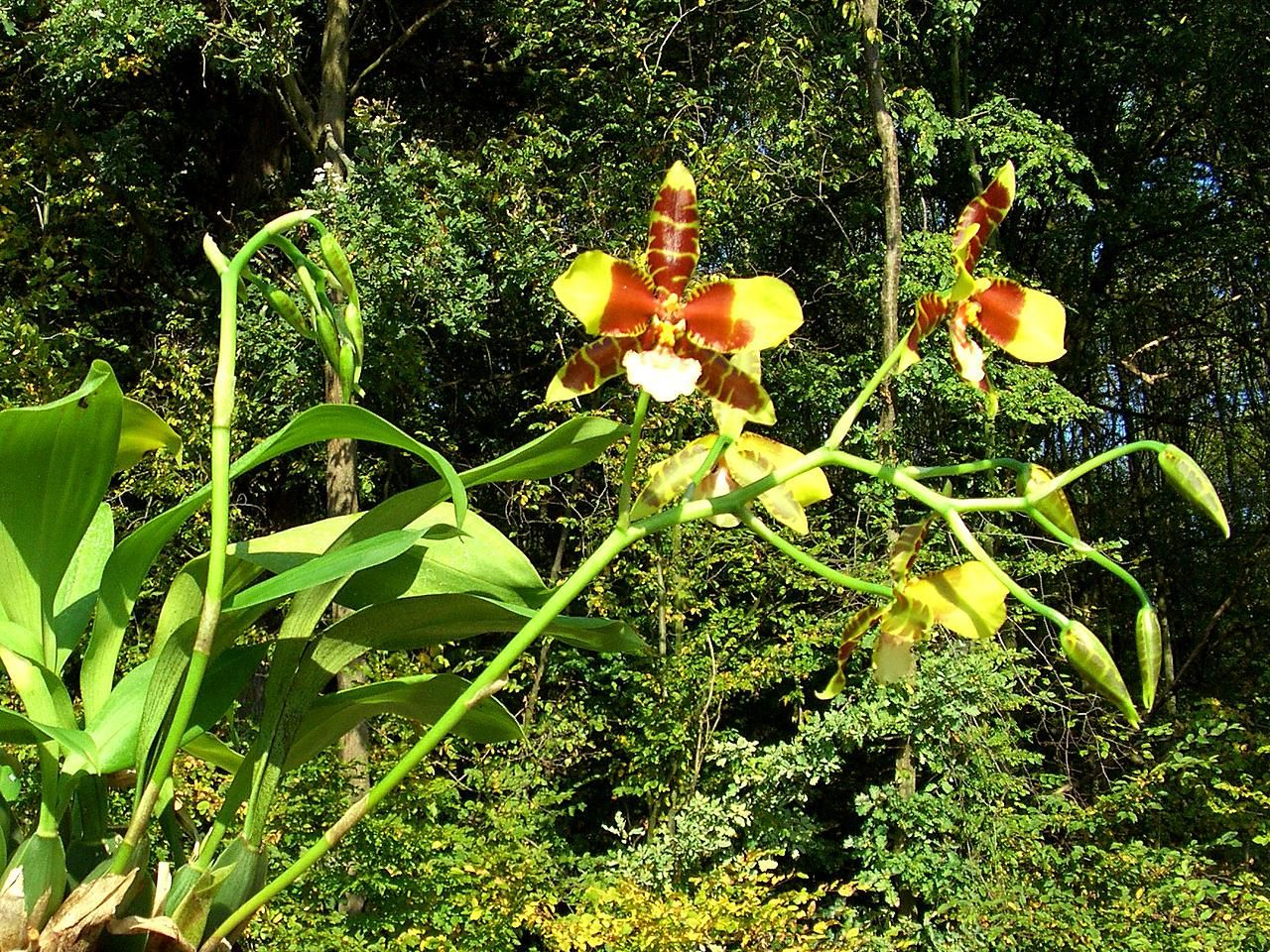
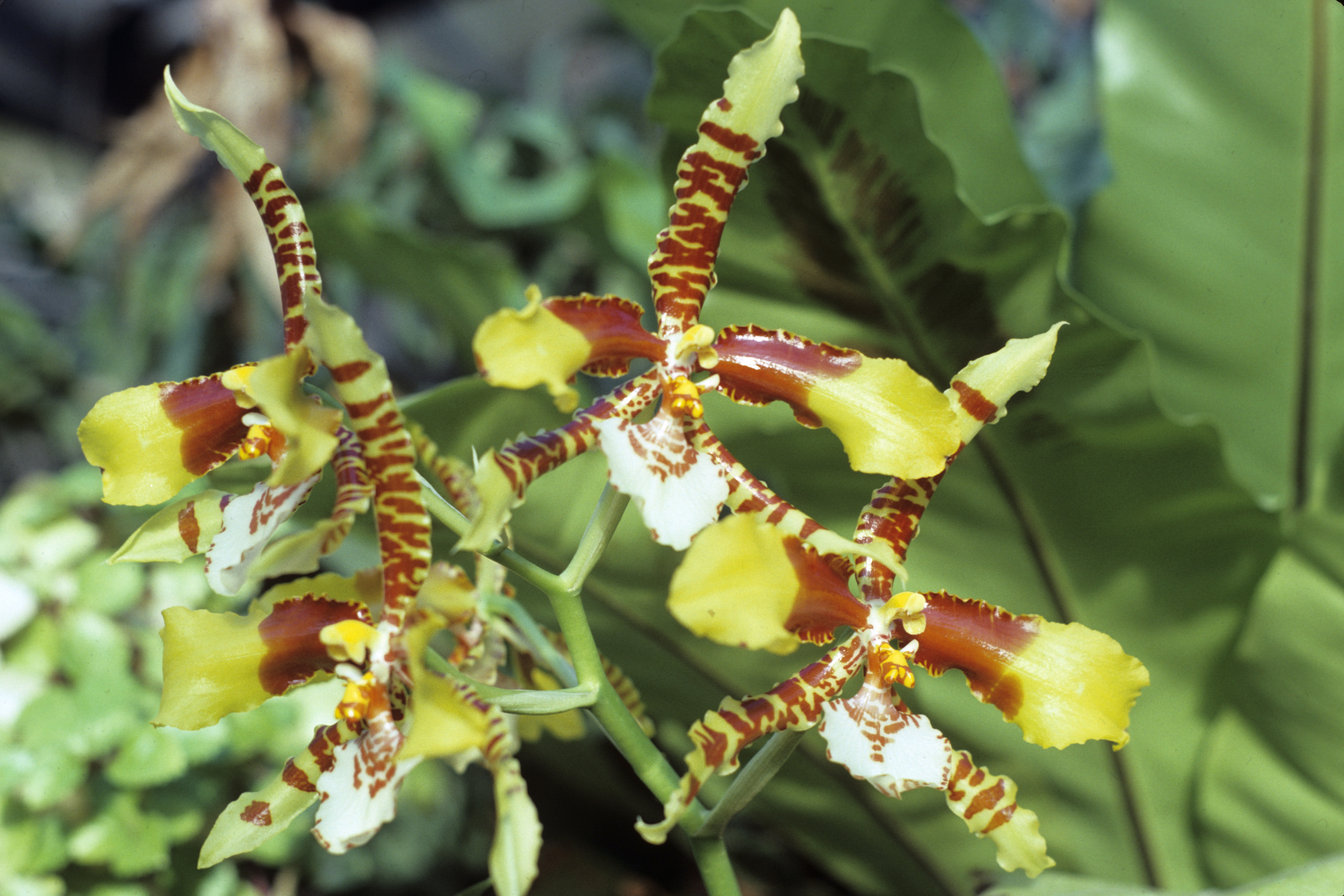
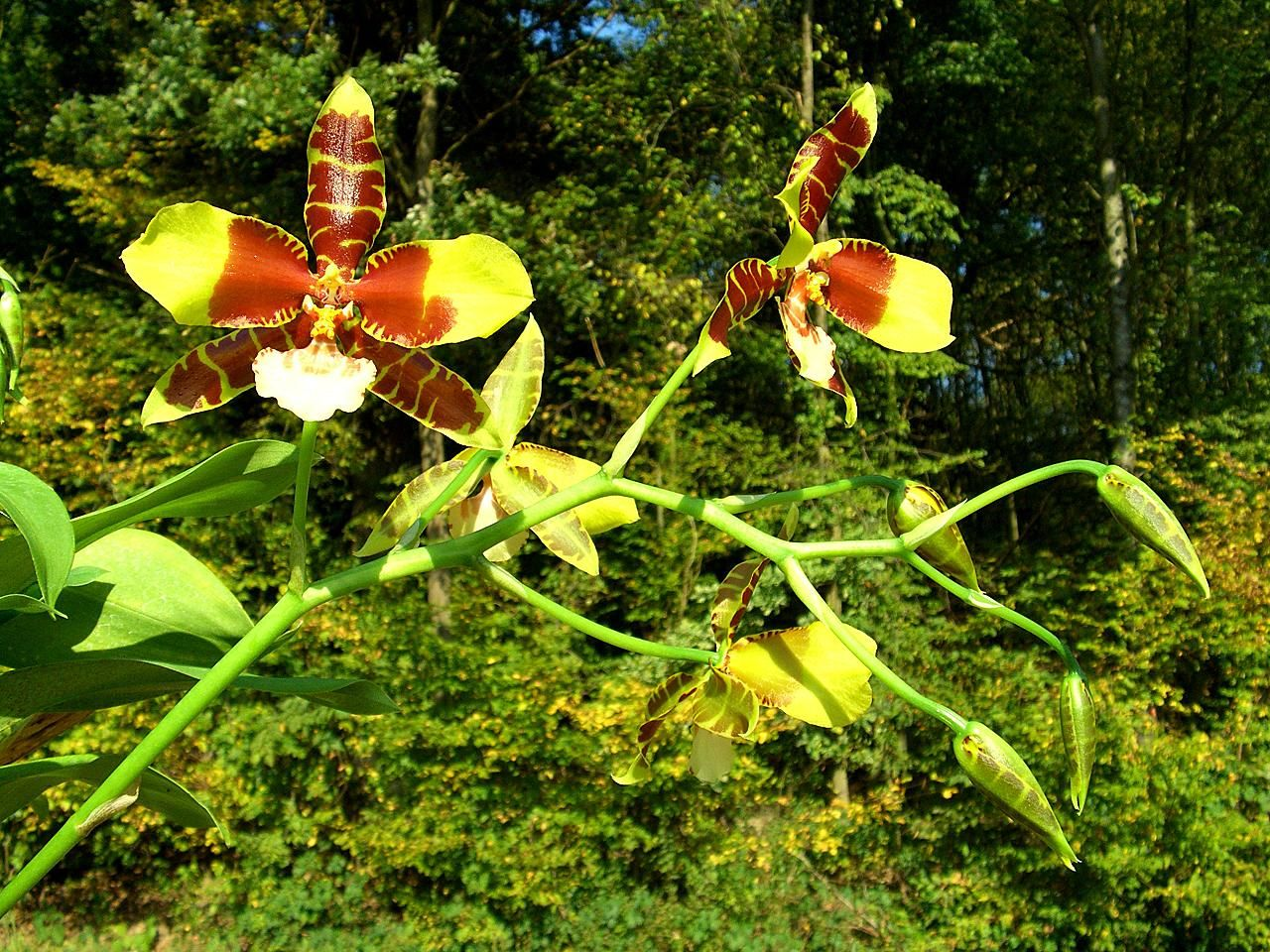
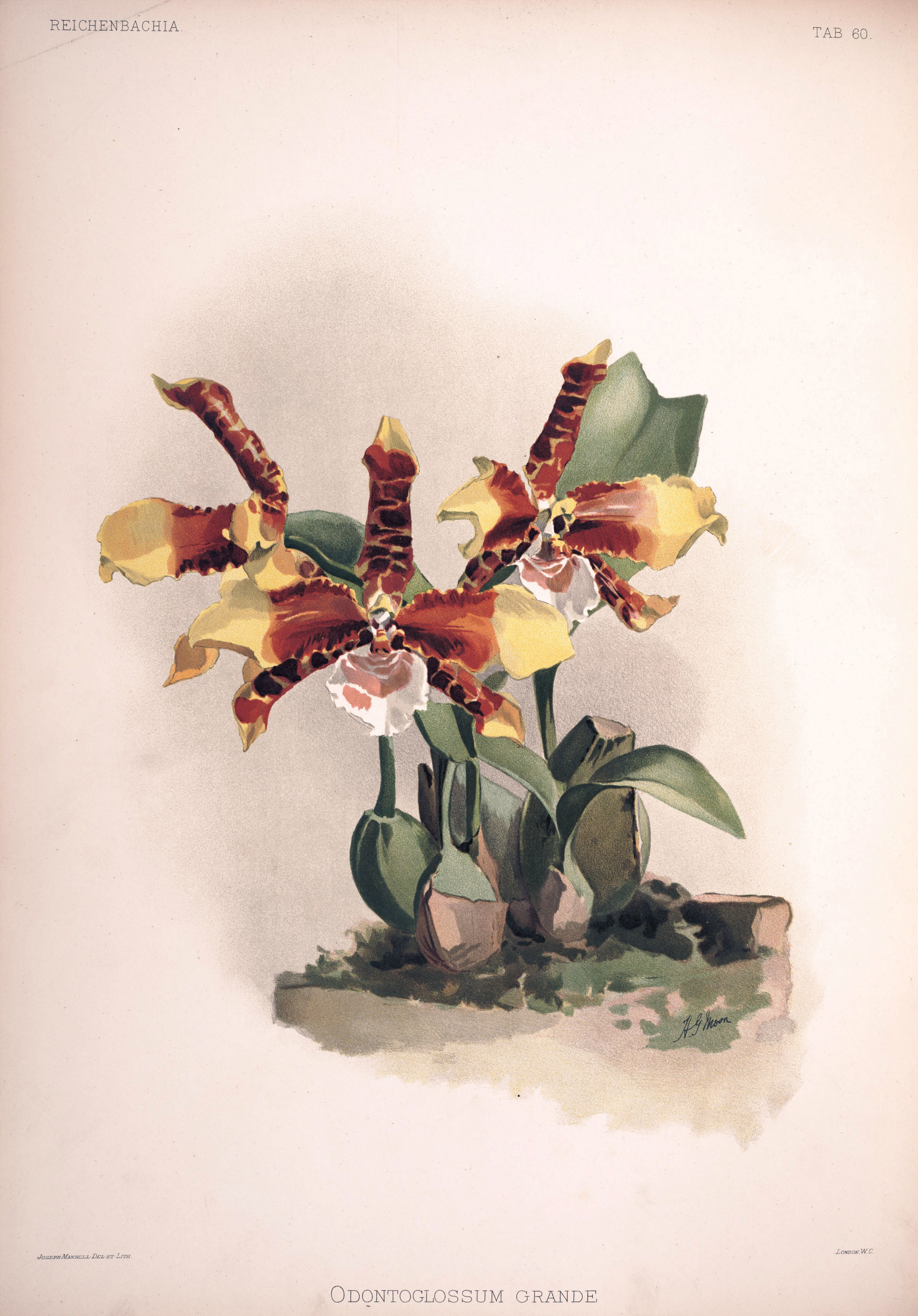